# Maja Matevžič
Maja Matevžič, slovenska tenisačica, * 13. junij 1980, Ljubljana.